# Парламентские выборы в Тунисе (2014)
Парламентские выборы в Тунисе прошли 26 октября 2014 года. Граждане страны избрали 217 депутатов Ассамблеи представителей народа. Эти выборы стали первыми после падения режима президента Бен Али и принятия новой конституции.

## Контекст
Первоначально, президентские и парламентские выборы, объединённые в блок под названием «всеобщие выборы» должны были пройти в один день — 21 апреля 2013 года. До этого по графику, выборы должны были проводиться в 2014 году, но были перенесены на более ранний срок в результате отставки президента Туниса Бен Али после революции 2010—2011 годов. Впоследствии было принято решение, что выборы состоятся 17 декабря 2013 года, затем 23 июня, но позже были перенесены на конец 2014 года.
В июне 2014 года Национальная ассамблея Туниса одобрила предложение Центральной избирательной комиссии о проведении выборов в парламент 26 октября, а президента — 23 ноября.

## Голосование
Избирательные участки в Тунисе открылись 26 октября в 7 часов по местному времени (9:00 по Москве), а закрылись в 18 (21:00). Голосование прошло в 33 округах, в том числе в Австралии, Франции, Германии, Италии, Канаде, ОАЭ, США. Право голоса имели более 5,3 миллиона человек. На выборах были представлены 1300 избирательных списков с более чем 15 тысячами кандидатов от 100 партий. Голосование проходило в 33 округах, в том числе и за пределами страны, где проживают 360 тысяч из 5,3 миллионов тунисских избирателей. За порядком следили 50 тысяч полицейских и солдат. Для большего обеспечения безопасности, на период с 24 по 26 октября был закрыт въезд из Ливии.

## Результат
По предварительным данным, большинство в 83 мест получила главная светская партия «Нидаа Тунис», в то время как крупнейшая исламистская партия «Ан-Нахда» — 68 мест, признав своё поражение . В то же время, 17 мест получил центристский Свободный патриотический союз, 12 — левый Народный фронт, 9 — Афек Тунис, 5 — Демократическое движение, 4 Инициатива, 4 — Конгресс за Республику, 2 — Демократический форум за труд и свободы, а одно место — Республиканская партия. Окончательные итоги голосования были объявлены 21 ноября.

Предварительное распределение мест.

Предварительные результаты выборов в Ассамблею представителей народа
| Партия | Партия                                  | Голоса | %       | Места | +/- |
| --- | --------------------------------------- | ------ | ------- | ----- | --- |
| | Нидаа Тунис                             |        | 39.17 % | 85    | ▲79 |
| | Ан-Нахда                                |        | 31.79 % | 69    | ▼16 |
| | Свободный патриотический союз           |        | 7.37 %  | 16    | ▲14 |
| | Народный фронт                          |        | 6.91 %  | 15    | ▲9  |
| | Афек Тунис                              |        | 3.68 %  | 8     | ▲5  |
| | Демократическое движение                |        | %       | 5     | ▲1  |
| | Инициатива                              |        | %       | 4     | ▬   |
| | Конгресс за Республику                  |        | %       | 4     | ▼8  |
| | Демократический форум за труд и свободы |        | %       | 2     | ▼10 |
| | Республиканская партия                  |        | %       | 1     | ▼6  |
| Всего | Всего                                   |        | 100%    | 217   |     |
| Испорченные и пустые бланки                                                                               | Испорченные и пустые бланки             |        | %       |       |     |
| Голоса / явка                                                                                             | Голоса / явка                           |        | 61.8 %  |       |     |
| Воздержавшиеся                                                                                            | Воздержавшиеся                          |        | %       |       |     |
| Зарегистрированные избиратели                                                                             |                                         |        |         |       |     |
| Источник: Independent High Authority for the Elections Архивная копия от 6 января 2017 на Wayback Machine |                                         |        |         |       |     |